# Ascanio Vitozzi
Ascanio Vittozzi ou Ascanio di Vitozzi, ou Ascanio Baschi di Vitozzo (às vezes, também Baschi di Vittozzi) (Baschi, 1539 — Turim, 23 de outubro de 1615) foi um arquiteto italiano. Nascido em Orvieto ou arredores (provavelmente no castelo de Sermugnano do qual seu pai era senhor, ou Bolsena ou Baschi), era filho natural de Ercole, dos senhores de Montevitozzo ou Vitozzo, ramo da família Baschi, seguido de uma jovem carreira nas armas, alistando-se no exército papal e lutando na Batalha de Lepanto em 1571, depois em Túnis e Portugal, sempre acompanhando a Santa Liga. Está sepultado na sacristia do igreja da Santíssima Trindade, em Turim, no centro via Garibaldi.